# Luis de Guindos
Luis de Guindos Jurado (ur. 16 stycznia 1960 w Madrycie) – hiszpański polityk i ekonomista, od 2011 do 2018 minister gospodarki, wiceprezes Europejskiego Banku Centralnego.

## Życiorys
Absolwent studiów ekonomiczno-biznesowych na Colegio Universitario de Estudios Financieros (CUNEF) w Madrycie. Pracował w branży doradczej, jako sekretarz redakcji periodyku „Información Comercial Española”, a także w gabinecie sekretarza stanu ds. gospodarki. W 1996 został dyrektorem generalnym ds. gospodarki i konkurencyjności, zasiadał także m.in. we władzach krajowego przewoźnika kolejowego RENFE. W latach 2002–2004 zajmował stanowisko sekretarza stanu ds. stosunków gospodarczych w gabinecie, którym kierował José María Aznar. W 2004 przygotował wyborczy program ekonomiczny Partii Ludowej.
Od 2006 do czasu bankructwa w 2008 był dyrektorem wykonawczym banku Lehman Brothers w Hiszpanii i Portugalii. Później objął jedno z dyrektorskich stanowisk w PricewaterhouseCoopers oraz w IE Business School w Madrycie. W grudniu 2011 nowo powołany premier Mariano Rajoy powierzył mu stanowisko ministra gospodarki i konkurencyjności w nowo utworzonym rządzie. W listopadzie 2016 Luis de Guindos utrzymał to stanowisko (jako minister gospodarki, przemysłu i konkurencyjności) w drugim rządzie dotychczasowego premiera.
W marcu 2018 odszedł z hiszpańskiego gabinetu w związku z nominacją na wiceprezesa Europejskiego Banku Centralnego (od czerwca 2018 na ośmioletnią kadencję).